# 광산김씨 예안파 종가 고문서
광산김씨 예안파 종가 고문서(光山金氏 禮安派 宗家 古文書)는 경상북도 안동시에 있는 조선시대의 문서류이다. 1990년 3월 2일 대한민국의 보물 제1018호로 지정되었다.

## 개요
광산 김씨 예안파 종가의 21대 6백년간에 걸쳐 전해내려오는 고문서들로 1,000여점이 보관되어 있다. 이 가운데 교지 등 7종 429점이 보물로 지정되어 있다.
지정된 고문서 목록들을 보면 다음과 같다.
교지, 교서, 교첩, 차첩 등은 총 82점으로, 임금과 관에서 보내는 각종 사령서와 김씨가의 역대 문서들이다. 호적단자는 총 43점으로, 원본이 아니라 후에 베껴 쓴 것이다. 고려에서 조선시대의 여러 시대상황을 살필 수 있는 귀중한 자료이다.
입양, 입안문서는 양자를 들이는 것에 대해 예조에서 이를 인정한다는 문서로, 총 4점이다. 소지(所志)는 개인이 관에 청원할 일이 있을 때 올리는 진정서로, 총 91점이다. 분재기는 45점으로, 김씨가의 역대 각종 재산과 노비분배에 관한 기록이다. 명문(明文)은 총 154점이며, 김씨가에서 사고 판 가옥, 논밭, 노비 등에 대한 기록이다. 예장지는 혼례에 관련된 문서로, 총 100점이다.
고려 후기부터 구한말 대한제국에 이르기까지 각종 자료들로서 고문서 연구 및 당시의 정치, 경제, 사회, 가족제도 등을 살필 수 있는 귀중한 역사자료들로 평가된다.

## 참고 자료
- 광산김씨 예안파 종가 고문서 - 국가유산청 국가유산포털